# Герб гмины Сохоцин
Герб гмины Сохоцин (пол. Herb gminy Sochocin) — официальный символ гмины Сохоцин, расположенной в Мазовецком воеводстве Польши.

## Описание
…пятилистная красная роза в серебряном (белом) поле.
Оригинальный текст (пол.)...pięciolistna róża czerwona w polu srebrnym (białym)— Urząd Gminy Sochocin
Красная роза — исторический символ бывшего города Сохоцин, используемый с момента присвоения Сохоцину городских прав в 1385 году князем Янушем Мазовецким.
Оттиски печати Сохоцина с изображением пятилистной розы имеются на актах 1552 и 1553 годов, хранящихся в архивах Варшавы и Кракова.
Проект герба был положительно оценён Геральдической комиссией и 17 июня 2014 года герб был утверждён и принят к использованию Советом гмины Сохоцин.